# سوتیرا
شهر سوتیرا (به روسی: Σωτήρα) در ناحیه فاماگوستا در کشور قبرس واقع شده‌است. جمعیت این شهر ۴٫۴۴۴ نفر است.